# Alonso de Ojeda

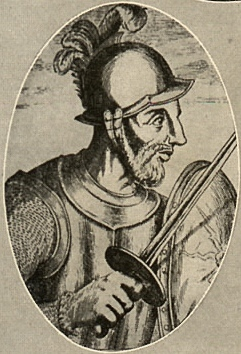
Alonso de Ojeda

Alonso de Ojeda (of Alonso de Hojeda, Cuenca, 1465 - Hispaniola, 1515) was een Spaans conquistador. 
Hij kwam uit een verarmde adellijke familie, maar doordat hij de hertogin van Medina Sidonia kende, kon hij deelnemen aan de Reconquista van Granada. Al vroeg won hij de steun van de invloedrijke Juan Rodriguez de Fonseca, bisschop van Burgos, die het De Ojeda mogelijk maakte in 1493 Columbus bij zijn tweede reis naar de Nieuwe Wereld te begeleiden. Columbus stuurde De Ojeda op een expeditie om het binnenste van Hispaniola te verkennen. Met een klein legertje drong hij door tot Cibao en kwam weer terug na een succesvolle verkenning, waarbij hij goudmijnen ontdekte. Dit goud was een van de eerste zendingen naar Spanje en werd verwerkt in de monstrans van de kathedraal van Toledo.
De Ojeda viel op door zijn moed en vechtlust, en ook door zijn ongewone wreedheid en hardheid in de gevechten met de inheemse indianen.
Hij keerde in 1496 van Hispaniola terug naar Spanje. Daar vernam hij in 1498 (hij verbleef toen in Sevilla), dat Columbus in de Golf van Paria (in de buurt van Isla Margarita) parels ontdekt had. De Ojeda liet zijn beschermheer, de bisschop Juan de Fonseca, een vrijbrief opstellen waarmee hij een ontdekkingsreis kon ondernemen. Op deze reis ontdekte hij de Golf van Venezuela. Met ruim 230 ontvoerde indianen keerde hij terug naar Spanje. Twee jaar later liet hij zich benoemen tot gouverneur van het huidige Maracaibo, dat toen echter uit uitsluitend een kleine nederzetting bestond. Ook ontdekte hij de kust van de Guyana's (hij landde als eerste Europeaan op de kust van Suriname, bij de Marowijne), en de monding van de Orinoco. In 1502 voerde De Ojeda weer een expeditie uit. Deze expeditie mislukte echter, vanwege zijn wangedrag jegens de inheemse bevolking (wat op hevig verzet van hun kant stuitte) en door muiterij van zijn troepen. Zij verweten hem de rijkdommen die voor de koning bedoeld waren achter te houden. Hij werd berecht in Spanje en vrijgesproken, maar raakte financieel aan de grond.
Toch wist De Ojeda nog een keer terug te keren naar Hispaniola. Hij probeerde Spaanse koloniën te vestigen op het vasteland van Latijns-Amerika. Hij stierf uiteindelijk eenzaam en in diepe armoede op Hispaniola.

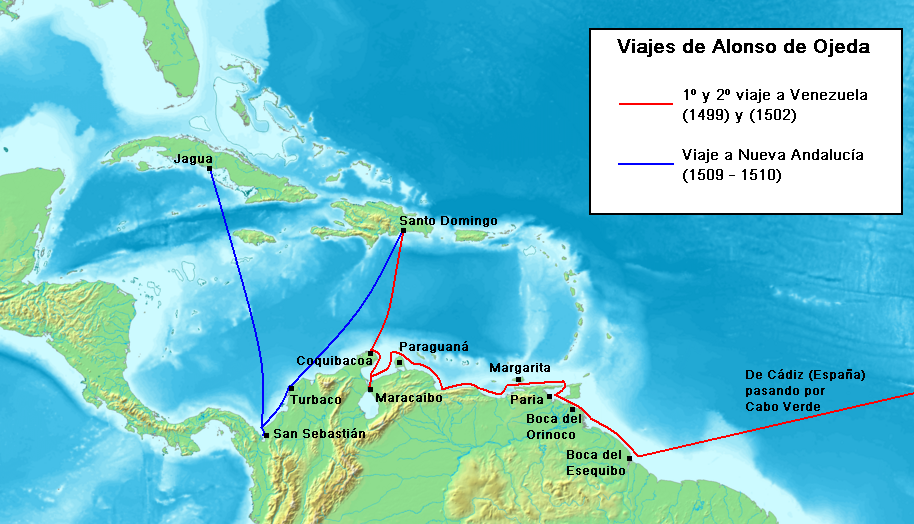
De reizen van Alonso de Ojeda